# Iglesia de San Francisco Javier (Kuta)
La iglesia de San Francisco Javier (en bahasa indonesio, Gereja Santo Fransiskus Xaverius) es una iglesia católica parroquial ubicada en la ciudad de Kuta (Bali) y cerca del aeropuerto Ngurah Rai. Fue construida en los años 60 siendo ampliada a principios del siglo XX. Los domingos ofrece a los turistas extranjeros que pasan por Kuta misas celebradas en inglés. Forma parte de la diócesis de Denpasar.

## Construcción del templo
Construida con hormigón, presenta en planta un diseño semicircular situando el altar en la pared diametral. Tiene capacidad para 400 personas.

## Actividad

### Horario de misas
| Día      | Horario             | Idioma           |
| -------- | ------------------- | ---------------- |
| A diario | 06.00, 18.00        | Bahasa indonesio |
| Sábado   | 18.00               | Bahasa indonesio |
| Domingo  | 07.00, 09.30, 15.00 | Bahasa indonesio |
| Domingo  | 18.00               | Inglés           |

## Historia
Esta iglesia, tras su reforma, fue bendecida e inaugurada por el gobernante de Badung AA Gde Agung y por el obispo de Denpasar Benyamin Yosef Bria el 1 de mayo de 2006.
El 12 de mayo de 2013 se bendice e inaugura la Gruta Mariana de la parroquia por parte del obispo de Denpasar Silvester Tung Kiem San.

Iglesia de San Francisco Javier
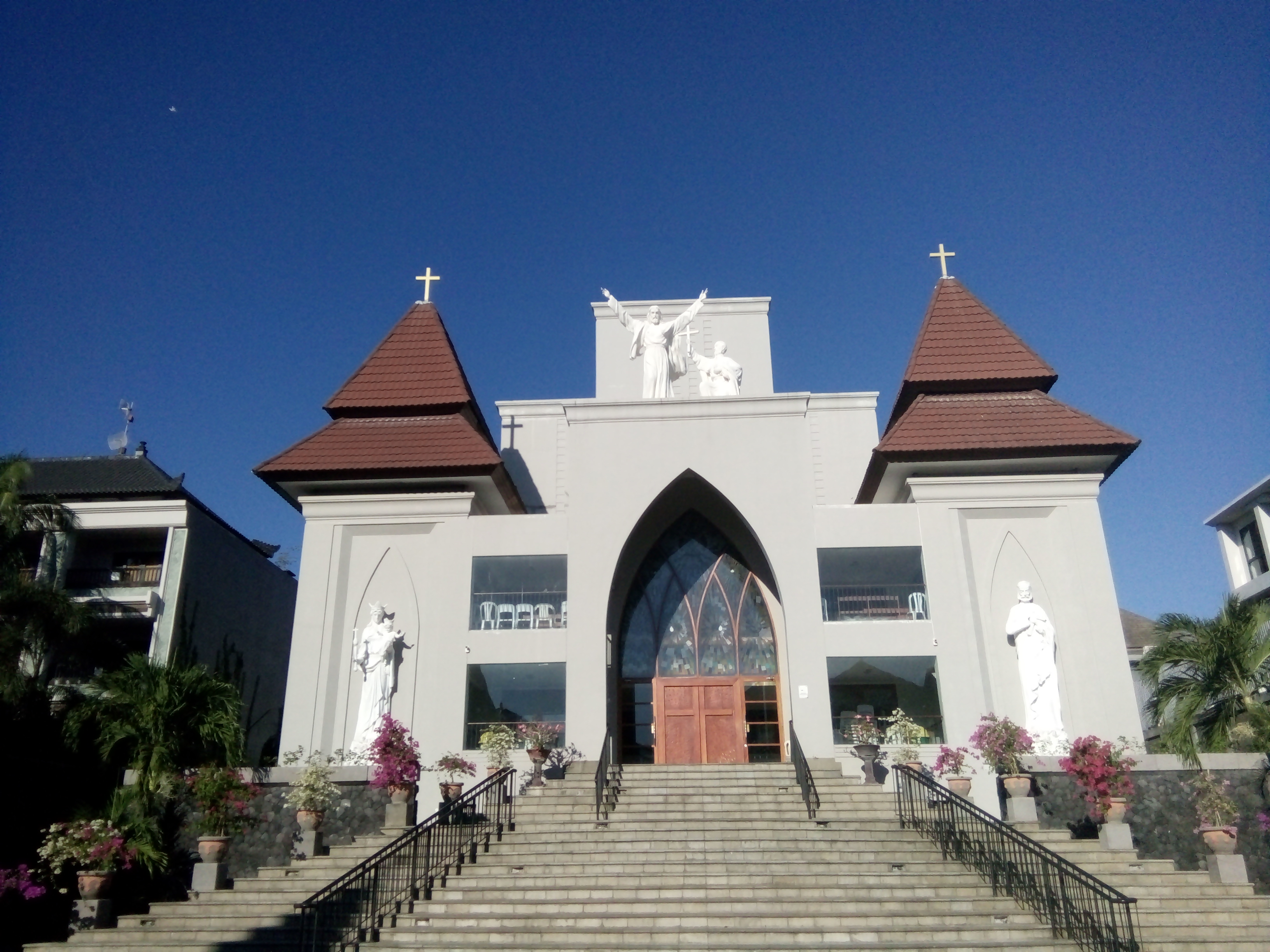
Fachada
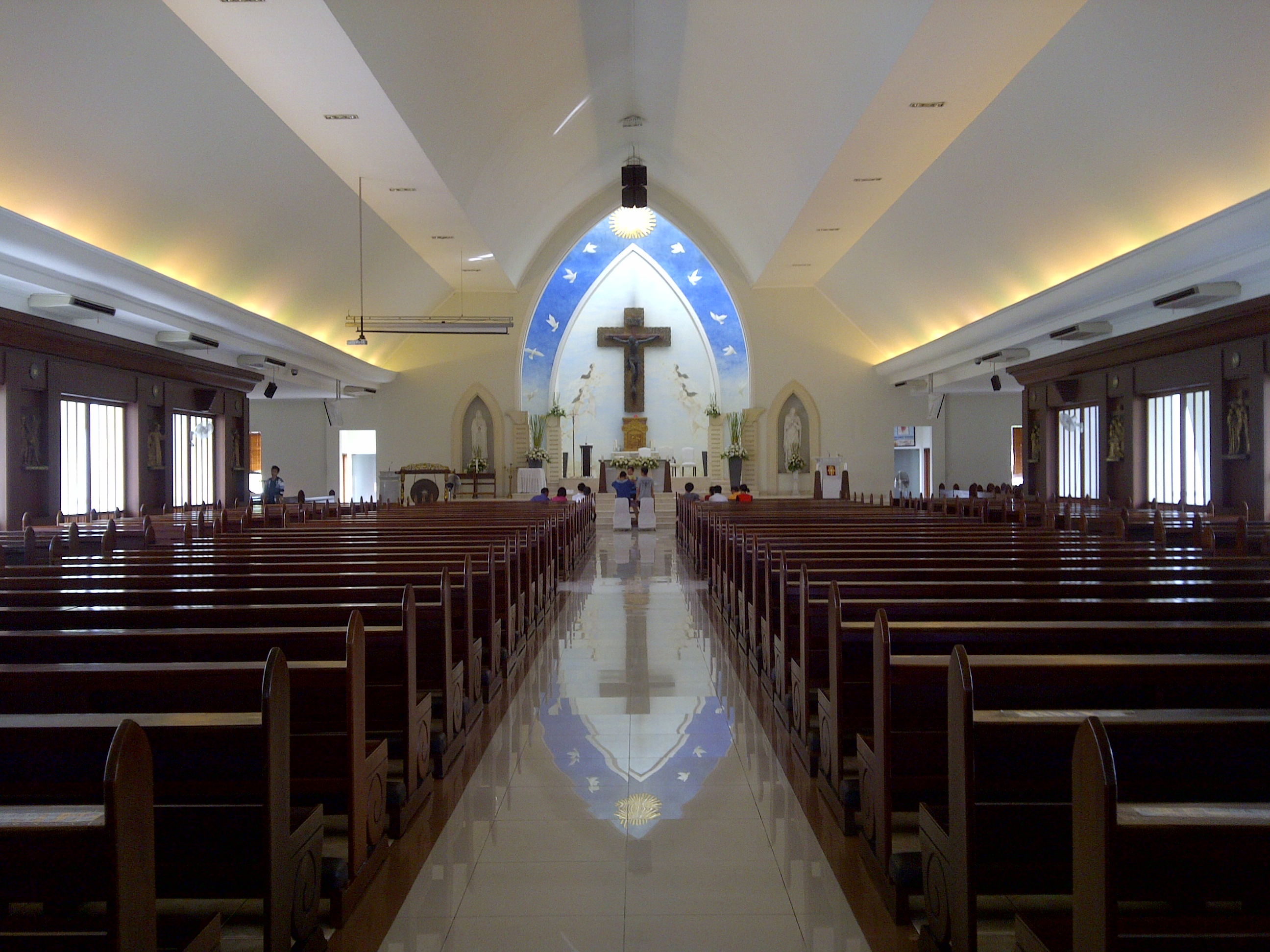
Interior
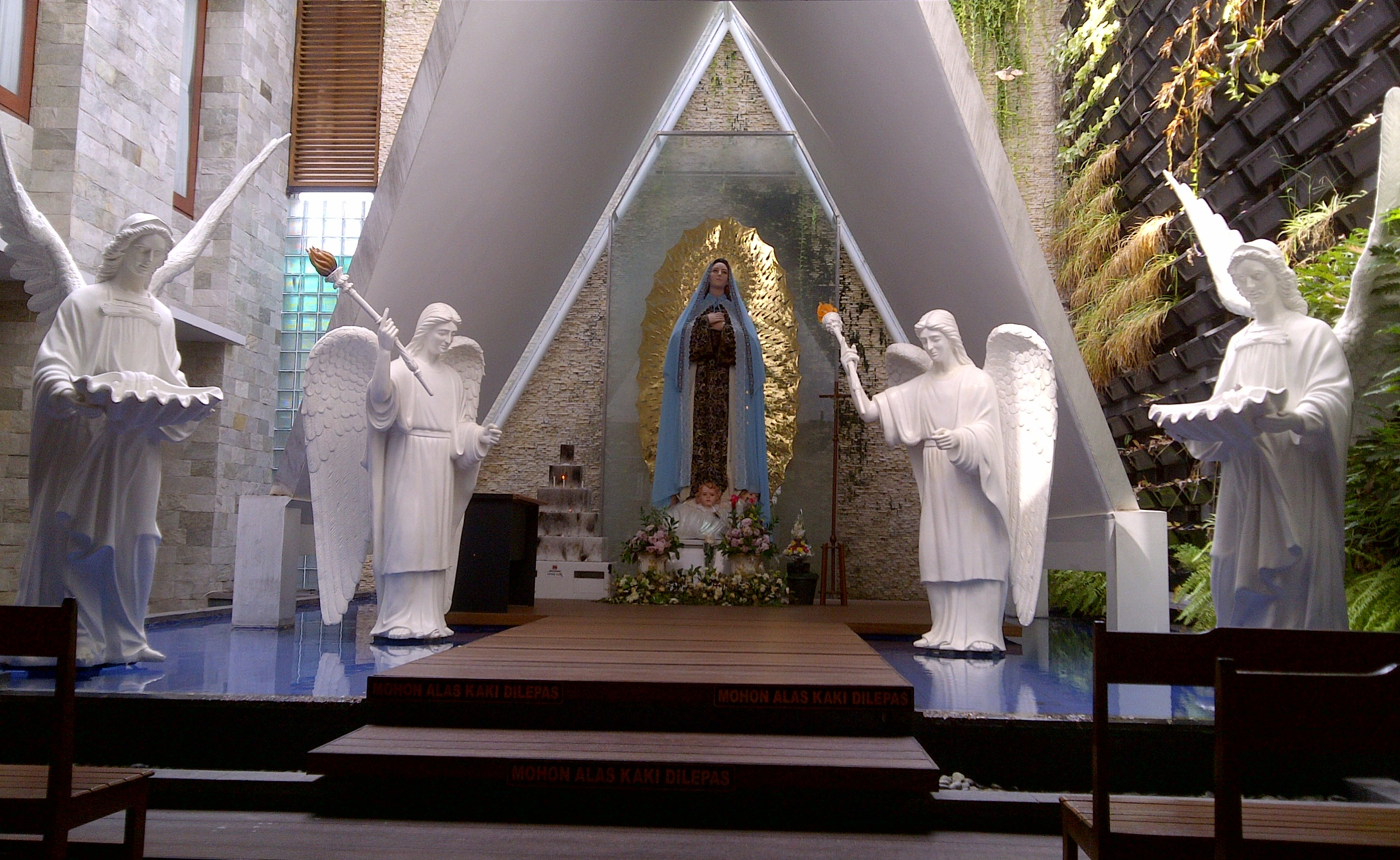
Gruta de María
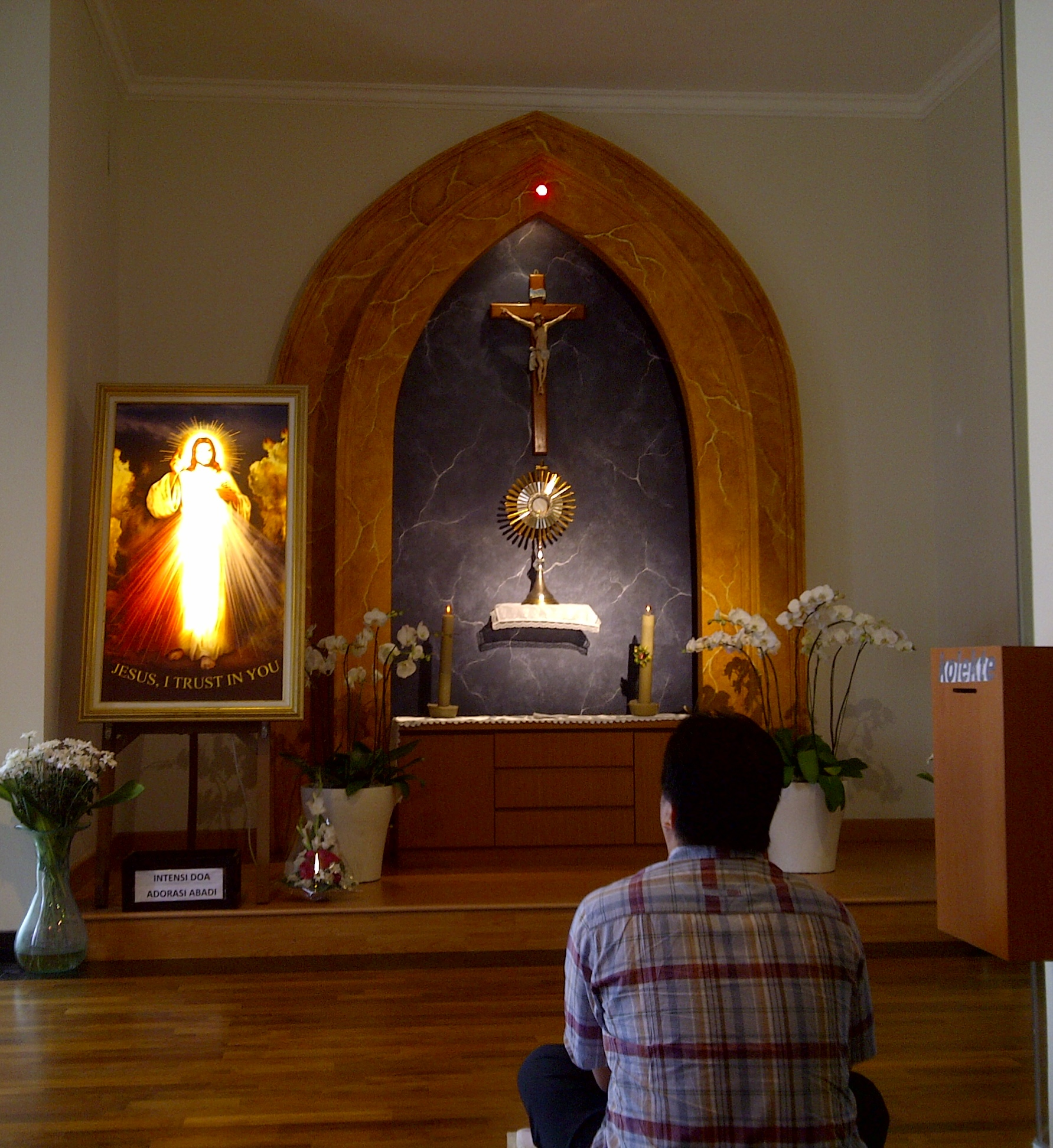
Capilla de adoración en el segundo piso